# Katherine Esau
Katherine Esau (* 3. April 1898 in Jekaterinoslaw, Russisches Kaiserreich; † 4. Juni 1997 in Santa Barbara, Kalifornien) war eine deutsch-russisch-amerikanische Botanikerin an der University of California, Davis und der University of California, Santa Barbara. Sie galt über mehrere Jahrzehnte als führend in der Phytotomie, der Anatomie der Pflanzen, und trug wesentlich zur Erforschung von Struktur, Entwicklung und Evolution des Phloems bei.

## Leben
Katherine Esau wurde in eine Familie von Russlandmennoniten geboren. Sie brach unter dem Eindruck der Oktoberrevolution ihr Studium an der Golitsin-Agraruniversität für Frauen in Moskau ab und die Familie floh 1918 nach Deutschland. Hier setzte Esau von 1919 bis 1922 ihr Studium an der Landwirtschaftlichen Hochschule Berlin fort.
Ihre Familie übersiedelte 1922 in die Vereinigten Staaten und ließ sich in einer mennonitisch geprägten Umgebung in Reedley, Kalifornien, nieder. Hier war Esau für die Spreckels Company an der Züchtung von Zuckerrüben beteiligt, die gegen das Curly-top-Virus unempfindlicher sein sollte (ein Pflanzenvirus aus der Familie der Geminiviridae). 1931 erwarb Esau an der University of California einen Ph.D., anschließend arbeitete sie an der University of California, Davis, als Dozentin und erhielt 1937 dort eine Professur. 1963 wechselte sie an die University of California, Santa Barbara, wo sie 1965 emeritiert wurde, aber noch bis 1992 wissenschaftlich aktiv war, insbesondere auf dem Gebiet der Elektronenmikroskopie.
Ihr Buch Plant Anatomy von 1953 galt als Standardwerk seiner Zeit und erlebte mehrere Neuauflagen. Weitere Monographien waren Anatomy of Seed Plants (1960), Plants, Viruses and Insects (1961), Vascular Differentiation in Plants (1965), Viruses in Plant Hosts (1968) und The Phloem (1969).
Katherine Esau blieb unverheiratet und kinderlos.

## Auszeichnungen (Auswahl)
- 1940 Fellow der American Association for the Advancement of Science
- 1940 Guggenheim-Stipendium[1]
- 1949 Mitglied der American Academy of Arts and Sciences[2]
- 1951 Präsidentin der Botanical Society of America
- 1957 Mitglied der National Academy of Sciences[3] (als sechste Frau überhaupt)
- 1962 Ehrendoktorat des Mills College
- 1964 Mitglied der American Philosophical Society[4]
- 1966 Ehrendoktorat der University of California
- 1989 National Medal of Science[5] (als erster Botaniker)
- Im Mai 2024 wurde ein Weg im Botanischen Garten Mainz nach ihr benannt.

Die Botanical Society of America vergibt seit 1988 den von Katherine Esau gestifteten Katherine Esau Award für herausragende Arbeiten von Nachwuchswissenschaftlern in Entwicklungsbotanik und struktureller Botanik. An der University of Wisconsin–Madison gab es eine Katherine-Esau-Professur für Botanik und Pflanzenpathologie, letzter Inhaber war Ray F. Evert.